# Irena Pawełczyk
Irena Pawełczyk, po mężu Kowalska (ur. 9 marca 1934 w Katowicach) – polska saneczkarka, mistrzyni Europy, olimpijka.
Na igrzyskach startowała jeden raz. W 1964, w debiucie saneczkarstwa na olimpiadzie, była o krok od zdobycia medalu zajmując 4. miejsce. W 1962, na torze w Weißenbach, odniosła największy sukces w karierze zdobywając złoty medal mistrzostw Europy (jako jedyna Polka w historii). Na mistrzostwach Polski zdobyła trzy medale: dwa złote (w 1964 i 1965) oraz srebrny (w 1963).

## Osiągnięcia

### Igrzyska olimpijskie
| Rok  | Miejsce   | Jedynki |
| ---- | --------- | ------- |
| 1964 | Innsbruck | 4.      |

### Mistrzostwa świata
| Rok  | Miejsce  | Jedynki |
| ---- | -------- | ------- |
| 1958 | Krynica  | 10.     |
| 1961 | Girenbad | DNF     |
| 1962 | Krynica  | 7.      |
| 1963 | Imst     | 11.     |
| 1965 | Davos    | 13.     |